# Pilar González España
Pilar González España (Madrid, 17 de diciembre de 1960) es una poeta, dramaturga, declamadora y traductora española. Fue fundadora de la Casa de la Poesía con sede en el Teatro de la Puerta Estrecha de Madrid. Ha publicado varios libros de poesía, todos ellos traducidos al francés. Así mismo, algunos de sus poemas han sido traducidos al chino y al árabe. Su obra está presente en diversas antologías nacionales e internacionales, especialmente en Francia, China y México. Es considerada una de las mayores expertas en sinología.

## Trayectoria
Pilar González España se licenció en Filología Hispánica (Universidad Complutense de Madrid,1984) y en Sinología (Universidad Michel de Montaigne, Burdeos, 1996), doctorándose en 2004. Desde 1998, trabaja como profesora de lengua y pensamiento chino en la Universidad Autónoma de Madrid.

### Poesía

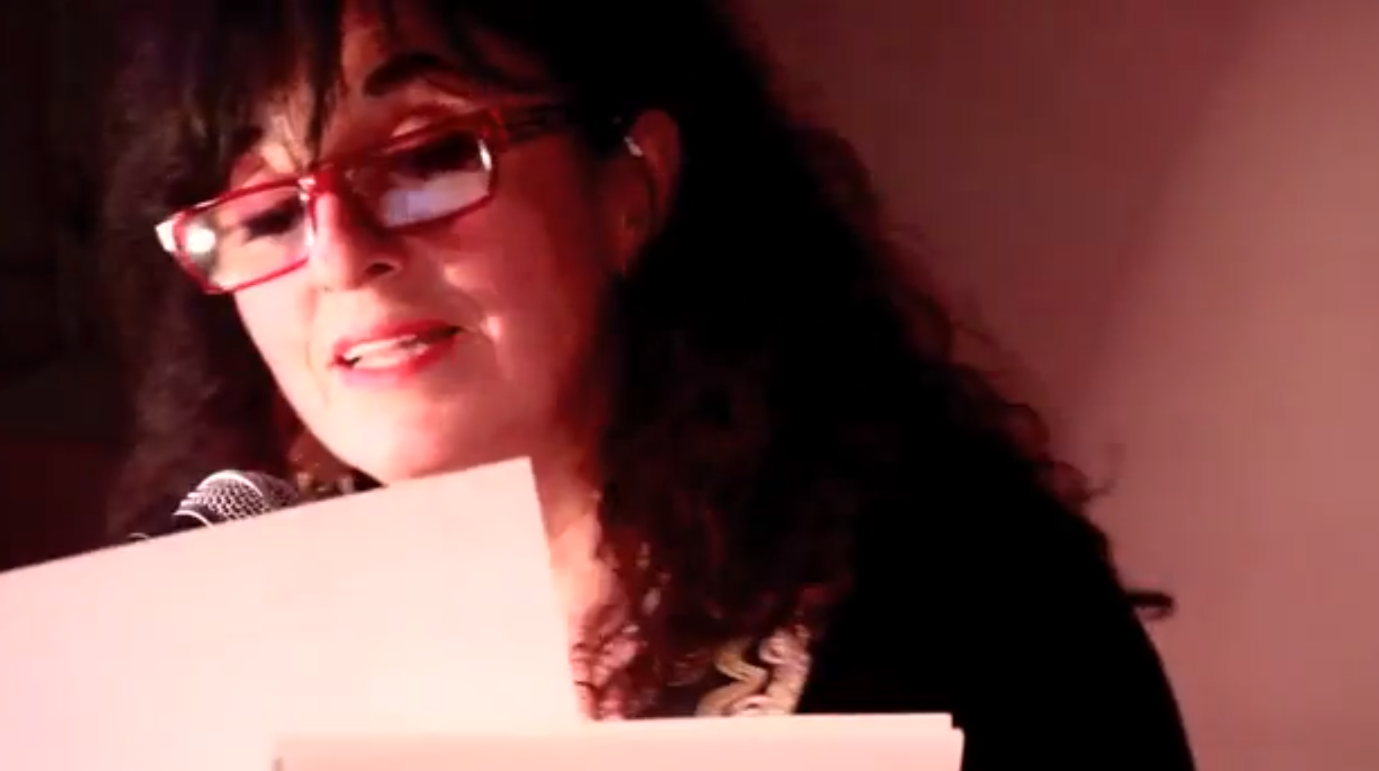
Pilar González España.

Como poeta ha publicado El Cielo y el Poder basado en los 64 hexagramas del libro de adivinación china el Yijing (o Libro de las mutaciones); Una mano escondida en un cajón, viaje interior de la autora a los abismos de la soledad y del ser, escrito en una prosa poética muy estrecha, en forma de columnas. Transmutaciones, que recibió el Premio Internacional de poesía Carmen Conde en el año 2005, decidido entre 421 originales presentados procedentes de Europa y América. En el año 2014, publicó El cabello más largo que mi amor, que incluye poemas del amor y el desamor, rozando, en ocasiones, el erotismo. Su obra está presente en diversas antologías nacionales e internacionales, especialmente, en Francia, China y México. Toda su producción poética está traducida al francés. Asimismo, muchos poemas han sido traducidos al chino y al árabe. Realiza también libros de artista a través de caligramas para editoriales francesas.

### Dramaturgia

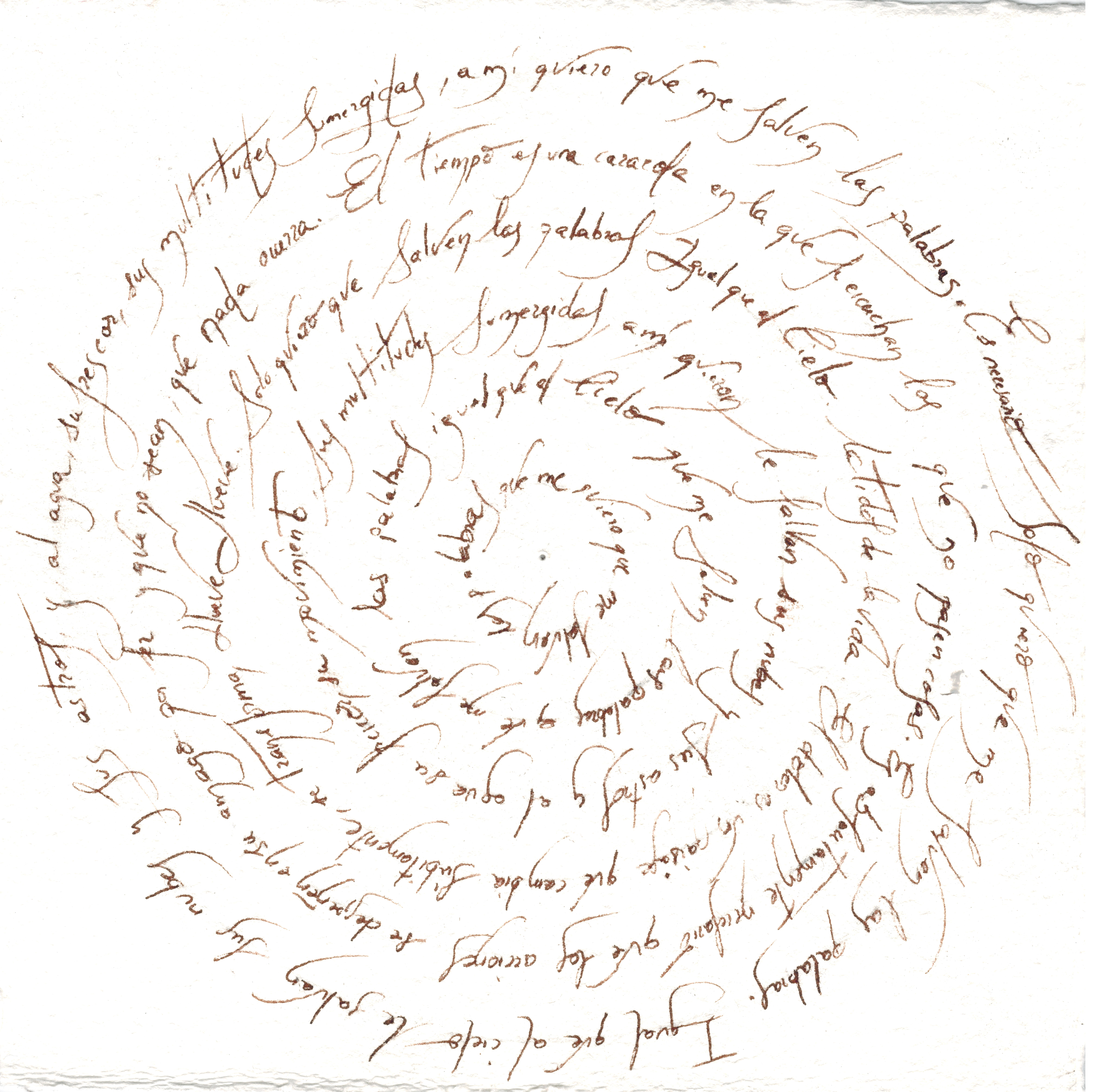
Caligrafía de Pilar González España.

Pilar González España se formó en artes escénicas con profesorado de prestigio, tanto en expresión vocal (Silvia Nakkach, Jesús Aladrén, Miguel Cuevas, Esparanza Abad, Vicente Fuentes), como corporal (Marta Schimka). Su obra breve La psicoloca, dirigida por Álvaro Subiés, ha sido representada en diversos microteatros durante el año 2015. Entre sus obras cortas se encuentran: Muchos son los fuegos y El cuadro parlante, publicado en la revista En sentido figurado en el año 2015.

### Recitales y trabajo de voz

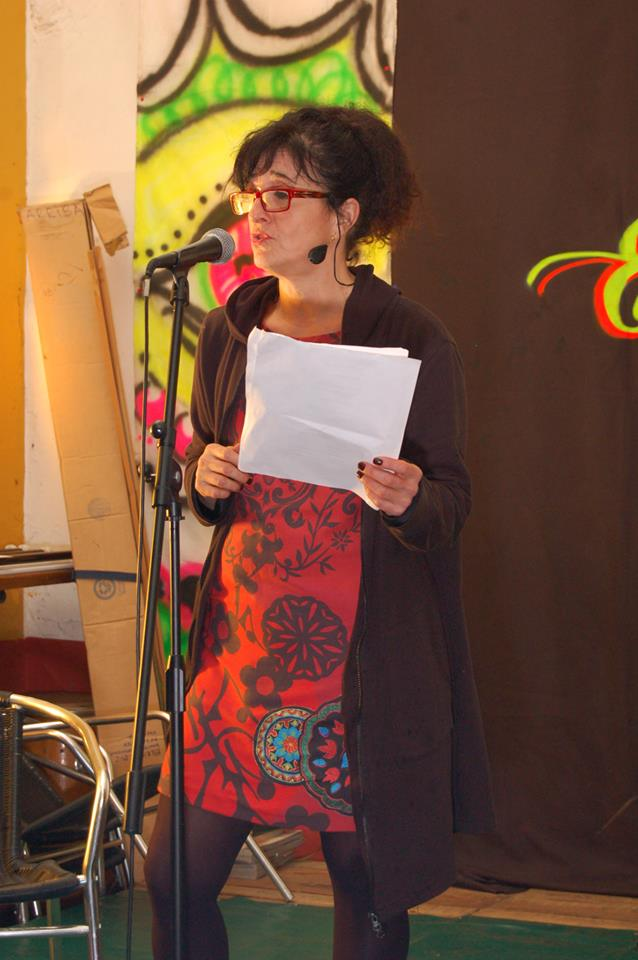
Recitando en la casa Trotsky de México DF, 2013.

Pilar González España recita haciendo un uso musical de la palabra. Su declamación tiene como objetivos prioritarios ser fiel al mensaje y a la naturalidad de la palabra. Cuenta en su haber un largo recorrido geográfico y temporal de recitales en muy diversos lugares como en el Centro Cultural Conde Duque de Madrid (2015), Rencontre Internacional de l´Académie québécquois en Montreal (2014), la ONCE de Madrid (2013), Festival Internacional de Poesía Al Jadida en Marruecos (2013), Hay Festival en Segovia (2013), Festival Internacional de Poesía Voix Vives de Sète (Francia, 2011), Casa Trostki en Ciudad de México (2010), Museo Würth (Rioja, 2010), Teatro Español de Madrid (2010), Círculo de Bellas Artes de Madrid (2010), Teatro Español María Guerrero (2008, 2009), Festival Internacional de Poesía Voix Vives de Toledo (2013), Templo Gulou de Pekín (2012), Centro Cultural Conde Duque de Madrid (2012), Festival de Poesía Internacional de Qinghai en China (2011), Festival Internacional de Poesía de Lodève (Francia, 2009), Casa Asia (2011),  La Casa Encendida de Madrid (2004), Centro de Arte Reina Sofía de Madrid (2010), Colegio de España en París (2000), Feria del Libro en Pekín (2009), Teatro Utopía de Bordeaux (2008), entre otros. Además de realizar lecturas de tipo convencional, suele acompañarse de músicos o video-artistas en sus recitales, como Benjamín Larrea, Pepe Buitrago, Toñi Mora, Salvador Paterna, Chefa Alonso, Alberto Cuéllar, Carlos Morera, Juan Camacho, Andrés Kaba, Rudolf Wienend y Baldo Martínez.
Debido a sus numerosos trabajos sobre la poesía china, también realiza montajes bilingües, con recitadores y músicos chinos sobre las obras que ha traducido de reciente publicación. Llevando, así, la palabra hasta el límite máximo de sus posibilidades melódicas.

### Traducciones
Ha traducido a autores decisivos de la historia de la poesía clásica china tales como Wang Wei, Si Kongtu, Zhuang Zi, Poetas Song, Lu Ji, Li Qingzhao, entre otros. Ha sido finalista del Premio Nacional de Traducción 2005. Destacan especialmente sus comentarios y glosas de los textos chinos que consisten en meditaciones poéticas, de gran rigor sinológico, sobre los textos elegidos.

## Obras literarias

### Obra poética

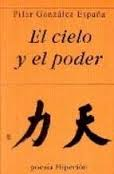
Libro de poemas de Pilar González España.

- El Cielo y el Poder, Hiperión, Madrid, junio de 1997 (Ayuda a la Creación Literaria del Ministerio de Cultura, 1995)
- Una mano escondida en un cajón, Germania, Valencia, 2002
- Transmutaciones, Torremozas, Madrid, 2005 (Premio de Poesía Carmen Conde, 2005)
- Retráctiles, Torremozas, Madrid, 2011

 En francés 
- Une main cachée dans un tiroir, Al-Manar, Paris, 2015
- Je veux que les mots me sauvent, Al-Manar, Paris, 2011
- Acuarelles (libro de artista) Al-Manar, Paris, 2012
- Retráctiles, La Malle d´Aurore, Tarbes, 2012

### Traducciones
- Zhuang Zi, Los Capítulos interiores (con la colaboración de J.Claude Pastor Ferrer), Trotta-Unesco, Madrid, Trotta, 1998/2005
- El Taoísmo y las religiones chinas de Henri Masperó, Trotta, Madrid, 2000
- Poemas escogidos de Li Qingzhao, Diputación Provincial de Málaga, Málaga, 2003
- Poemas del río Wang de Wang Wei, Trotta, Madrid, 2004 (Finalista en el Premio Nacional de Traducción, 2005)
- Wenfu o Prosopoema del arte de la escritura de Lu Ji Cátedra, Madrid, 2010
- Poemas completos de Li Qingzhao, Editorial del Oriente y del Mediterráneo, Madrid, 2010
- Las 24 categorías de poesía de Si Kongtu (edición, introducción, traducción, comentario y notas), Trotta, Madrid, 2012
- Arte Poética de Eugene Guillevic, Ediciones de Talleres de Escritura Creativa Fuentetaja, Madrid, 2010

### Artículos
- “El poema nos trae al mundo (Trayectorias de Guillevic)”, Pilar González España y Germán Molero, REVISTA: El Cuaderno nº57, elcuadernoculturaldelavoz.blogspot.com, Madrid, 2014 (2-3) 2255 5722.
- “Análisis del espacio y el discurso taoísta en la poesía de Wang Wei”,  ESTUDIOS DE ASIA Y ÁFRICA. El Colegio de México, México, 2014, (665-692), ISSN 0185-0164.
- «El sincretismo filosófico en la poesía de paisajes de Wang Wei», Dialogía. Revista de Lingüística, Literatura y Cultura, n.º 8.,  Instituto Mijail Bajtín (Universidad Nacional de San Cristóbal de Huamanga, Ayacucho, Perú) y de ILOS (Universidad de Oslo, Noruega). Revista Electrónica. Perú. 2014, (1-25), ISSN 1819-365X.
- "Insectos de otoño (sobre la poesía china contemporánea)", CONTRASTES, Revista Cultural, Generalitat Valenciana, Madrid, 2008, (106-111), ISSN 971139568006
- “El corazón de la poesía china: re-flexiones” Vasos Comunicantes Asociación de Traductores Españoles, Madrid, 2007, págs. 41-44 ISBN 84-9716-502-0
- El poema coto de ciervos: puntos de debate, O Humanismo Latino e as Culturas do Extremo Oriente, Cátedra Humanismo latino (en línea), ISSN:http://www.humanismolatino.online.pt/, 2006, Págs.3-34.-
- “El concepto de shi (poesía) en la tradición literaria china” Estéticas: Occidente  y Otras Culturas Contrastes: Revista Internacional de Filosofía, Suplemento 9, Málaga, 2004, Págs. 123-134, ISSN 1136-9922
- “La Poesía china sabe a nube”, Quimera n.º 224-225, Miguel Riera ed. Barcelona, enero de 2003. Págs. 24-29, ISSN 0211-3325
- “El manantial de los melocotoneros en flor” de Tao Yuanming, Matador, Volumen I, Oriente, Revista de Cultura, Ideas y Tendencias. Traducción a cargo de P. Glez. España. Madrid, 1991-2002. Págs. 104, ISBN 84-96466-19-1